# Kai Eggert

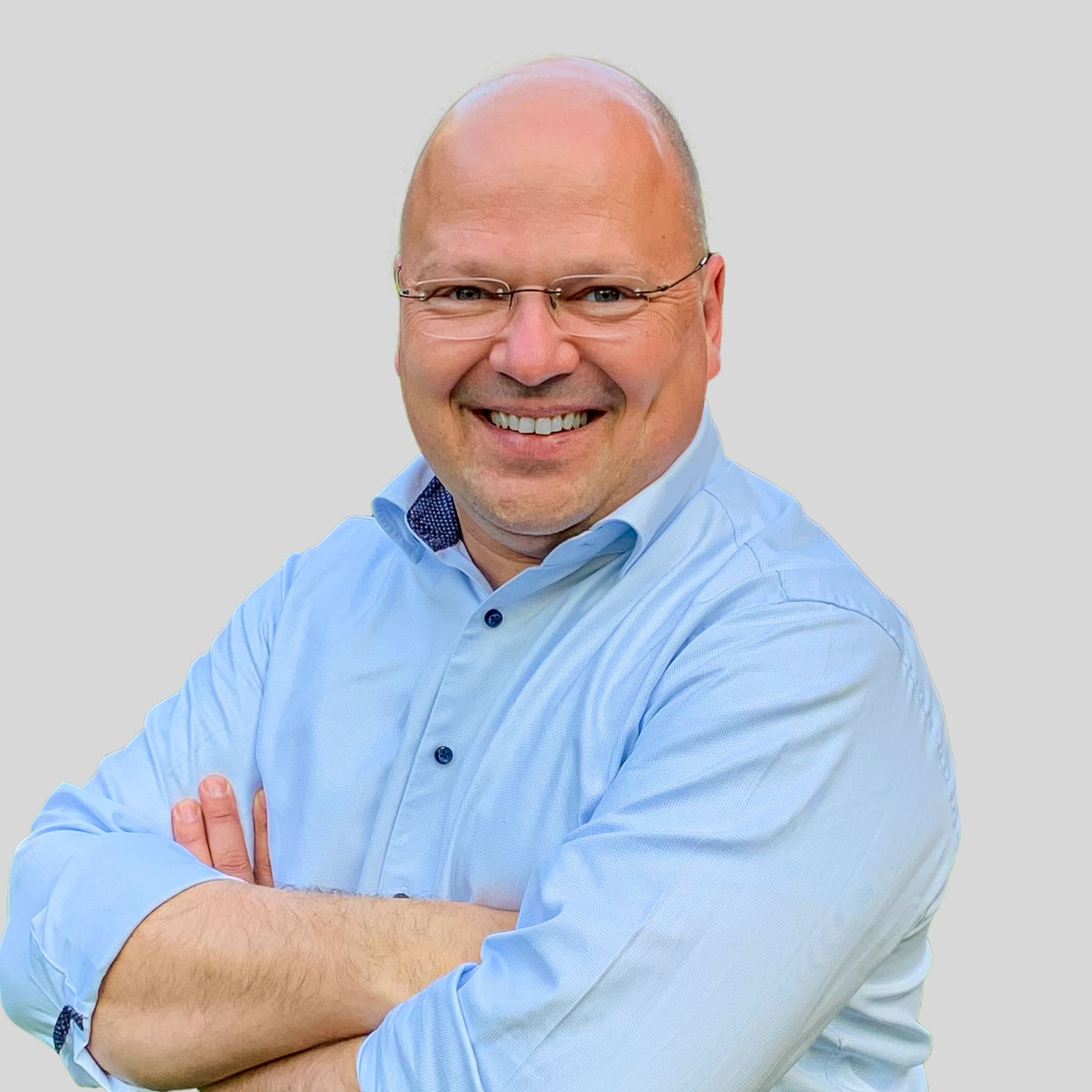
Kai Eggert (2021)

Kai Eggert (* 3. Mai 1976 in Hannover) ist ein deutscher Kommunalpolitiker ohne Parteizugehörigkeit. Er ist seit 1. November 2021 Bürgermeister der Stadt Laatzen.

## Leben
Kai Eggerts Großvater, Kurt Grobe, war von 1974 bis 1980 Bürgermeister der Stadt Laatzen.  Nach dem Abitur an der Albert-Einstein-Schule in Laatzen und dem einjährigen Grundwehrdienst begann Kai Eggert ein Studium der Wirtschaftswissenschaft an der Universität Hannover, das er 2001 als Diplom-Ökonom abschloss.
Kai Eggert arbeitete von 2001 bis zum Amtsantritt im Jahr 2021 in der freien Wirtschaft. Er hat zwei Kinder und wohnt in Laatzen.

## Politik
Eggert gehört keiner Partei an. Er wurde bei der Kommunalwahl 2021 als Kandidat der SPD zum Bürgermeister von Laatzen gewählt.